# Камское (сельское поселение, Воткинский район)
Камское — упразднённое муниципальное образование со статусом сельского поселения в Воткинском районе Удмуртии Российской Федерации.
Административный центр — село Камское.
25 июня 2021 года упразднено в связи с преобразованием муниципального района в муниципальный округ.

## История
Статус и границы сельского поселения установлены Законом Удмуртской Республики от 16 ноября 2004 года № 63-РЗ «Об установлении границ муниципальных образований и наделении соответствующим статусом муниципальных образований на территории Воткинского района Удмуртской Республики».

## Население
| 2010 | 2012 | 2013 | 2014 | 2015 | 2016 | 2017 |
| ---- | ---- | ---- | ---- | ---- | ---- | ---- |
| 713  | ↘679 | ↘659 | ↘621 | ↗629 | ↘618 | ↘615 |
| 2018 | 2019 | 2020 |      |      |      |      |
| ↘612 | ↘600 | ↘577 |      |      |      |      |

## Состав сельского поселения
| № | Населённый пункт | Тип населённого пункта       | Население |
| - | ---------------- | ---------------------------- | --------- |
| 1 | Забегаево        | деревня                      | ↘38       |
| 2 | Камское          | село, административный центр | ↘576      |
| 3 | Степаново        | село                         | ↘65       |